# Ataenius cavagnaroi
Ataenius cavagnaroi är en skalbaggsart som beskrevs av Cartwright 1970. Ataenius cavagnaroi ingår i släktet Ataenius och familjen Aphodiidae. Inga underarter finns listade.